# Åkrene
Åkrene är en tätort i Lillestrøms kommun i Akershus fylke i sydöstra Norge. Orten hade 375 i invånarantal 1 januari 2022
Tidigare har orten tillhört dåvarande Fets kommun.